# 北海道保証牛乳
北海道保証牛乳株式会社（ほっかいどうほしょうぎゅうにゅう）は、北海道小樽市桂岡町3-8にある乳業メーカー。森永乳業株式会社の連結子会社。
創業時は小樽市花園に本社が置かれていた。跡は現在直営のソフトクリーム店になっている。また、森永乳業グループの北海道における市乳工場の役割も持つ。

## 沿革
- 1936年（昭和11年） - 小樽保証牛乳株式会社として小樽市で発足
- 1969年（昭和44年） - 社名を北海道保証牛乳に変更、小樽市桂岡に統合市乳工場を新設
- 1992年（平成4年） - 森永乳業株式会社と資本提携
- 2010年（平成22年） - 販売部門を森永乳業北海道株式会社に移管。
- 2013年（平成25年） - 森永乳業札幌工場の閉鎖に伴い、森永乳業札幌工場が製造していた一部製品の移管を受ける[3]

## 主な製品
- 「小樽工場発」シリーズ
  - こだわり3.8牛乳
  - 北海道牛乳
  - こだわり低脂肪牛乳
- 乳酸菌飲料エリー[4]

## ダックス・ドーナツ
同社が1970年代に経営していた道央圏FCのドーナツ屋チェーン。当時、毎週日曜の8:30～9:00にSTV（札幌テレビ放送）の子供向けアニメ番組枠（「ハクション大魔王」「ドン・チャック物語」など放映）にて静止画CMを放送していた。白地にオレンジとピンク2色のダックスフンドがトレードマーク。店内には噴水式ジュース自動販売機も設置されていた。

### 小樽市内
- ニューギンザ百貨店内地階
- 第1ビル内（現：新倉屋立地）
- 花園店（北海道保証牛乳 先代本社） - ミルクプラントに店名変更し、現在も健在。但しソフトクリーム中心で、ドーナツは現在取り扱っていない。
- オリバー店 - 小樽市青少年科学技術館（小樽市総合博物館前身施設）に隣接。
- 小樽市産業会館内 - スタンド形式。焼きそばもメニューに含んでいた。

### 小樽市外
- 4丁目プラザ（札幌市中央区札幌駅前通沿い）地階